# Krzywa pobudliwości włókien nerwowych
Krzywa pobudliwości włókien nerwowych (krzywa Hoorwega-Weissa) - wykres przedstawiający zależność między napięciem przyłożonym do włókna nerwowego (oś Y), a czasem potrzebnym do zainicjowania potencjału czynnościowego (oś X).
Zauważono, że przykładając coraz większe napięcie, czas, w którym obserwuje się początek reakcji (reakcja w postaci potencjału czynnościowego) jest krótszy. Krzywa pobudliwości ma przebieg podobny do wykresu funkcji y=1/x w I ćwiartce kartezjańskiego układu współrzędnych (hiperbola). 
Z krzywą łączą się trzy ważne pojęcia:
- Czas użyteczny
- Reobaza
- Chronaksja

## Czas użyteczny
Czas potrzebny aby bodziec o określonym natężeniu wywołał reakcję. Zazwyczaj podawany dla bodźca o maksymalnej sile.

## Reobaza
To najniższe natężenie prądu, którym zostaje wywołany potencjał czynnościowy.

## Chronaksja
To czas, w którym nastąpi pobudzenie włókna, jeżeli przyłożone zostanie natężenie dwukrotnie większe od reobazy.
Chronaksja służy do określania stopnia pobudliwości włókien nerwowych (w zależności od rodzaju włókna waha się w przedziale 0,1-0,5ms
Do pomiaru chronaksji używa się chronaksometrów.